# Macrostylis expolita
Macrostylis expolita är en kräftdjursart som beskrevs av Boris Vladimirovich Mezhov2004. Macrostylis expolita ingår i släktet Macrostylis och familjen Macrostylidae. Inga underarter finns listade i Catalogue of Life.